# Distrito electoral de Arthur
Arthur (en inglés: Arthur Precinct) es un distrito electoral ubicado en el condado de Arthur en el estado estadounidense de Nebraska. En el Censo de 2010 tenía una población de 460 habitantes y una densidad poblacional de 0,25 personas por km².

## Geografía
Arthur se encuentra ubicado en las coordenadas 41°34′15″N 101°41′49″O / 41.57083, -101.69694. Según la Oficina del Censo de los Estados Unidos, Arthur tiene una superficie total de 1860.41 km², de la cual 1852.75 km² corresponden a tierra firme y (0.41%) 7.65 km² es agua.

## Demografía
Según el censo de 2010, había 460 personas residiendo en Arthur. La densidad de población era de 0,25 hab./km². De los 460 habitantes, Arthur estaba compuesto por el 95.43% blancos, el 0.43% eran amerindios, el 0.22% eran asiáticos, el 3.04% eran de otras razas y el 0.87% pertenecían a dos o más razas. Del total de la población el 4.13% eran hispanos o latinos de cualquier raza.